# Kurt Baresch
Kurt Baresch (* 2. Dezember 1919 in Staab, Tschechoslowakei; † unbekannt) war ein deutscher Maschinenbauingenieur und Politiker der DDR-Blockpartei National-Demokratische Partei Deutschlands (NDPD).

## Leben
Baresch war der Sohn eines Angestellten. Nach dem Besuch der Volksschule in Staab und des Staatsrealgymnasiums ging er an die Staatsgewerbeschule. 1938 erlangte er den Abschluss als Ingenieur für allgemeinen Maschinenbau. Nach Ausbruch des Zweiten Weltkrieges wurde er zur Wehrmacht einberufen und geriet gegen Kriegsende in Gefangenschaft. Nachdem er einige Zeit in der Altmark tätig gewesen war, wechselte er nach Lauchhammer. Dort war er als Haupttechnologe im VEB Schwermaschinenbau Lauchhammerwerk Lauchhammer tätig.
Seine Grabstätte befindet sich auf dem Zentralfriedhof Lauchhammer-Mitte.

## Politik
Baresch beantragte am 30. Januar 1939 die Aufnahme in die NSDAP und wurde rückwirkend zum 1. November 1938 aufgenommen (Mitgliedsnummer 6.878.247). Er trat der in der Sowjetischen Besatzungszone neugegründeten NDPD bei, die er von 1950 bis 1952 als Abgeordneter im Kreistag Salzwedel vertrat. Danach wechselte er in den Bezirkstag nach Cottbus. Von 1963 bis 1967 war er Mitglied der NDPD-Fraktion in der Volkskammer der DDR.

## Ehrungen
- Verdienstmedaille der DDR